# Прапор Молдови
Прапор Молдови — державний символ Республіки Молдова, поряд з гербом і гімном. Сучасний прапор був прийнятий в 1990 році.
Державний прапор Молдови являє собою прямокутне полотнище, що складається з трьох рівних кольорових смуг, розташованих вертикально в такій послідовності від древка: синя, жовта і червона. У центрі, на смузі жовтого кольору, поміщений Державний герб Республіки Молдова. Співвідношення між шириною і довжиною прапора — 1:2.

1:2 Аверс
1:2 Реверс

В основну державного прапора Молдови покладено державний прапор Румунії.

## Історичні прапори

### Молдавське князівство

Молдавський стяг в битві у Баї. 1467 рік
Петро IV Рареш на поле битви у Обертині і його прапор в 1531 році
Прапор молдавських судів. 1500
Прапор князівства, описаний Олександром Гваньїні близько 1574 року
Малюнок прапора господаря Ієремії Могили (1595—1606)
Прапор молдавської кавалерії кінця XVI — початку XVII століть
Реконструкція прапора Василя Лупу. 1636 р.

### Молдовська Демократична Республіка
За повідомленнями молдавських джерел, прапором Республіки був триколор з синьою, жовтою і червоною горизонтальних смуг. «Духовним автором» цього прапора називають Павла Горе — лідера Молдавської національної партії.
За даними архіву М. В. Ревнівцева, також використовувався прапор у вигляді червоно-синього полотнища, порядок кольорів якого не було встановлено: його могли вішати вгору будь-якою стороною: як червоною, так і синьою. Часто його отримували за допомогою випаровування білої смуги з російського прапора. Ці кольори прапора передбачалися Органічним регламентом 1832 року для Західної Молдавії.

Національний прапор Молдовської Демократичної Республіки (1917)
Прапор Сфатул Церій
Прапор Республіки (прапор Сфатул Церій, зворотний бік?)
Бойовий прапор Першого піхотного полку. 1918 рік

### Радянська доба

#### Молдавська АРСР

Прапор Молдавської Автономної Радянської Соціалістичної Республіки (1925–1932)
Прапор Молдавської Автономної Радянської Соціалістичної Республіки (1937–1938)
Прапор Молдавської Автономної Радянської Соціалістичної Республіки (1938–1940)

2 лютого 1932 року Бюро Молдавського обкому КП (б) України прийняв постанову про переведення молдавської мови на латинську графіку. Найімовірніше, зміни торкнулися і прапора республіки. Абревіатура на прапорі продовжували була отримати вид: «R.A.S.S.M.». Законодавчих актів, що стосуються змін в гербі і прапорі, а також зображень цих символів, поки не виявлено.

#### Молдавська РСР
26 червня 1940 року уряд СРСР направило уряду Румунії ноту з вимогою повернути Радянському Союзу Бессарабію і передати північну частину Північної Буковини. 28 червня уряд Румунії погодився евакуювати румунські війська з Бессарабії і південній частині Буковини, які протягом 28-30 червня були зайняті частинами Червоної Армії, яких зустрічала місцеве населення з червоними прапорами.

2 серпня 1940 року VII сесія Верховної Ради СРСР першого скликання прийняла закони СРСР «Про освіту Союзної Молдавської Радянської Соціалістичної Республіки» і «Про включення північної частини Буковини і Хотинського, Аккерманського та Ізмаїльського повітів Бессарабії до складу Української Радянської Соціалістичної Республіки», згідно з якими центральні та північні повіти Бессарабії і 6 районів скасовуються Молдавської АРСР об'єднувалися в нову союзну Молдавську Радянську Соціалістичну Республіку, до складу Української РСР включалися 8 остал ьних районів скасовуються Молдавської АРСР, в Українській РСР створювалися нові Чернівецька і Аккерманська (7 грудня 1940 року перейменована в Ізмаїльську) області.

Прапор Молдавської Радянської Соціалістичної Республіки (1941–1952)
Прапор Молдавської Радянської Соціалістичної Республіки (1952–1990)

## Штандарт

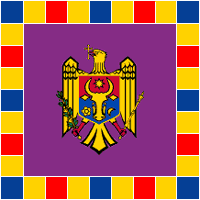
Штандарт Президента Республіки Молдова
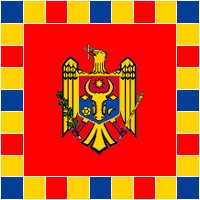
Штандарт Голови Парламенту Республіки Молдова
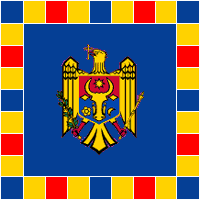
Штандарт Прем'єр-міністра Республіки Молдова